# Axel P. Jensen
Axel Peder Jensen, född 28 september 1885 i Kerteminde på östra Fyn, död 12 juni 1972 i Virum i Lyngby-Taarbæks kommun, var en dansk målare, tecknare, grafiker och formgivare.
Han var son till läraren Erik Jensen och Inger Marie Olesen samt från 1915 gift med Ane Kathrine Rendbeck. Jensen studerade som målarlärling i Vester Hjermitslev 1900-1904 för att bli yrkesmålare men ändrade inriktning och studerade konst vid Aalborg tekniske skole 1903-1907 samt för Johan Rohde 1907-1908 och Kristian Zahrtmann 1908-1910 vid Kunstnernes Studieskole. Tillsammans med William Scharff och Olaf Rude genomförde han en studieresa till Paris 1911 och senare företog han studieresor till bland annat Italien och England. Han medverkade i ett flertal utställningar bland annat med konstnärsgruppen De Tretten 1909-1910, Kunstnernes Efterårsudstilling 1914-1915 och från 1916 ett flertal gånger med Grønningen, han var representerad i utställningen Nyere dansk Kunst som visades i Stockholm 1919 och Nordisk konst som visades i Göteborg 1923 samt i en utställning med dansk konst som visades på Brooklyn Museum 1927 och Dansk Målarkonst i Helsingfors 1928. Tillsammans med Carl Jensen, Olaf Rude, Ørnulf Salicath och William Scharff ställde han ut på Danska Kunsthandel i Köpenhamn 1912 och tillsammans med Johannes Bjerg ställde han ut i Göteborg 1938. Separat ställde han ut ett flertal gånger från 1926 på Kunstforeningen i Köpenhamn, Ålborg Kunstmuseum 1960 och en utställning med hans konst visades på Saltum Centralskole 1985. Efter studierna bosatte han sig i Lien strax utanför Blokhus och skaffade sig en sommarbostad vid Virum och från dessa platser hämtade han förlogorna till sina målningar. Hans konst består av figurer, porträtt men han var huvudsakligen verksam som landskapsmålare  med verk utförda i olja, akvarell, grafik eller i form av teckningar. Till hans offentliga arbeten hör en rad dekorationsmålningar runt om i Danmark.
 

## Representerad
Jensen finns representerad vid bland annat Statens Museum for Kunst, Nationalmuseum, 
Moderna museet, Göteborgs konstmuseum, Malmö konstmuseum, Stortingets kunstsamling och Nasjonalmuseet, Østfyns Museer, Fuglsang Kunstmuseum, BRANDTS - Museum for kunst & visuel kultur, ARoS Aarhus Kunstmuseum, Bornholms Kunstmuseum, KUNSTEN Museum of Modern Art Aalborg, Randers Kunstmuseum, Sorø Kunstmuseum, Trapholt, Vejlemuseerne, Vendsyssel Kunstmuseum,